# マーティン・ハリス
マーティン・ハリス（Martin Harris、1981年12月31日 - ）は、イングランドのプロレスラー。ロンドン出身。

## 来歴

### インディー団体
2003年、プロレスラーになるためにドロップキックスとFWAアカデミーにてトレーニングを積み、同年にASW（All Star Wrestling）にてジョー・ライオット（Joe Riot）のリングネームでプロレスラーデビューを果たした。後にリングネームをマーティン・ストーン（Martin Stone）に変更。イギリス国内のインディー団体に参戦し、2004年にはベテランレスラーのスティックスとスティックス・アンド・ストーン（Stixx and Stone）なるタッグチームを結成してタッグ戦線で活動。
IPW:UK（International Pro Wrestling: United Kingdom）、1PW（One Pro Wrestling）、RQW（Real Quality Wrestling）などの団体に転戦し、2007年4月に世界各国の団体のレスラーたちが集まったトーナメントであるキング・オブ・ヨーロッパカップ2007にRQW代表として出場。1回戦でNOAH代表の潮崎豪と対戦して敗戦。予選落ちとなった。同年9月にはドイツの団体であるwXwに参戦し、ダグラス・ウィリアムスとタッグを組んでwXw世界タッグ王座を獲得。
2008年2月、CHIKARAにて開催されたトリオタッグトーナメント、キング・オブ・トリオにザ・カーテル（テリー・フレイザー & シャー・サミュエルズ）と組んでザ・ファーム（The Firm）なるユニットを結成。イギリス代表として出場するが2回戦で敗退した。
2010年2月、FWA（Frontier Wrestling Alliance）にてFWA世界ヘビー級王座を獲得後、アメリカのメジャー団体に参戦することを視野に入れ、イギリスのファン達の声援に相反して裏切るような行為を続けヒールに転向し、ジ・アジェンダ（The Agenda）なる大型ユニットのリーダーとして悪事の限りを尽くし暴れ回った。

### WWE

#### FCW / NXT
2012年、WWEとディベロップメント契約を交わし入団。傘下団体であるFCWにてダニー・バーチ（Danny Burch）のリングネームで所属。8月にはFCWと新人発掘番組であるNXTが統合した新生NXTに移行。出場機会が多かったものの2014年4月、WWEから解雇となった。

### インディー団体
WWE解雇後、2014年5月25日、RPW（Revolution Pro Wrestling）にてリングネームをマーティン・ストーンへと戻して出場。アンディ・ボーイ・シモンズと対戦して勝利した。6月15日、RPW Summer Sizzler 2014にてWWE時代に共に活動したジョエル・レッドマンとイングランズ・コーリング（England's Calling）なるタッグチームを結成し、RPWブリティッシュタッグ王座を保持するザ・カーテルに挑戦。勝利してベルトを奪取した。8月、TNAがイギリスにて行ったブリティッシュブートキャンプに参加。10月19日、RPW Okada vs Ariesにて新日本プロレス所属のカール・アンダーソンと対戦して勝利。同月26日、古巣であるIPW:UKのLast Man Standing 2014に参戦し、IPW:UK世界王座を保持するジョン・クリンガーと対戦して勝利し、ベルトを奪取した。
2015年1月、活動の拠点をアメリカへと移す。同月9日、フロリダを拠点とするFIP（Full Impact Pro）にてマイケル・ターヴァーとMSLユニバース（MSL Universe）なるタッグチームを結成し、ジェネレーション・ジェネシス（ジェフ・ブーム & ミッチ・ミッチェル）と対戦して勝利。2月16日、TNAのワンナイトオンリーPPVであるGut Checkに出場。1試合目にジェシー・ゴッダーズと対戦して勝利し、メインイベントの勝者はTNA入団候補となる5wayエリミネーション・マッチを行うがショーン・リッカーによりフォールされ敗戦した。同月21日、アファ・アノアイがペンシルベニア州にて主宰するWXW（World Xtreme Wrestling）にWWE時代の同僚であるジョディ・クリストファーソンとソン・オブ・ザ・アスレティック（Sons of the Atlantic）なるタッグチームを結成。5月2日、WXWタッグ王座を保持するMM's (ナパーム・ボム & ソロ)に挑戦して勝利し、ベルトを奪取した。7月29日、WWE・NXTに参戦。ケビン・オーウェンスと対戦するがダイビング・セントーンからポップアップ・パワーボムへと繋がれて敗戦。9月2日、アポロ・クルーズと対戦。クルーズの体当たりを避けてランニングラリアットを喰らわせて倒し、クルーズのポーズを真似るアピールを見せるが最後にスタンディング・シューティング・スタープレスを決められ敗戦した。

## 得意技
フィニッシュホールド 
ロンドンブリッジ
フィニッシャー。
相手の両足をトップロープに乗せた状態から移行するハングマンDDTでオニー・ローカンとのタッグ結成後は合体式も敢行する。
タワー・オブ・ロンドン
肩にかついだうつぶせ状態の相手の両足をトップロープに乗せた後、ダイヤモンド・カッターのように顔面をマットに叩きつける。
 その他得意技 
クロスフェイス
パワーボム
スープレックス
スーパープレックス
ジャーマンスープレックス
ベリー・トゥー・バック・スープレックス
クローズライン
ヘッドバット
エルボー
ヨーロピアン・アッパー・カット
フロント・ドロップキック
ビックブーツ
ジャンピング・ハイキック
コーナーに立っている相手に仕掛ける。続いて下記のミサイルキックに繋げる事が多い。
ミサイルキック
主にセカンドロープから放つ。
その後ヘッドスプリングで起き上がるパフォーマンスをしばしば行う。

## 獲得タイトル

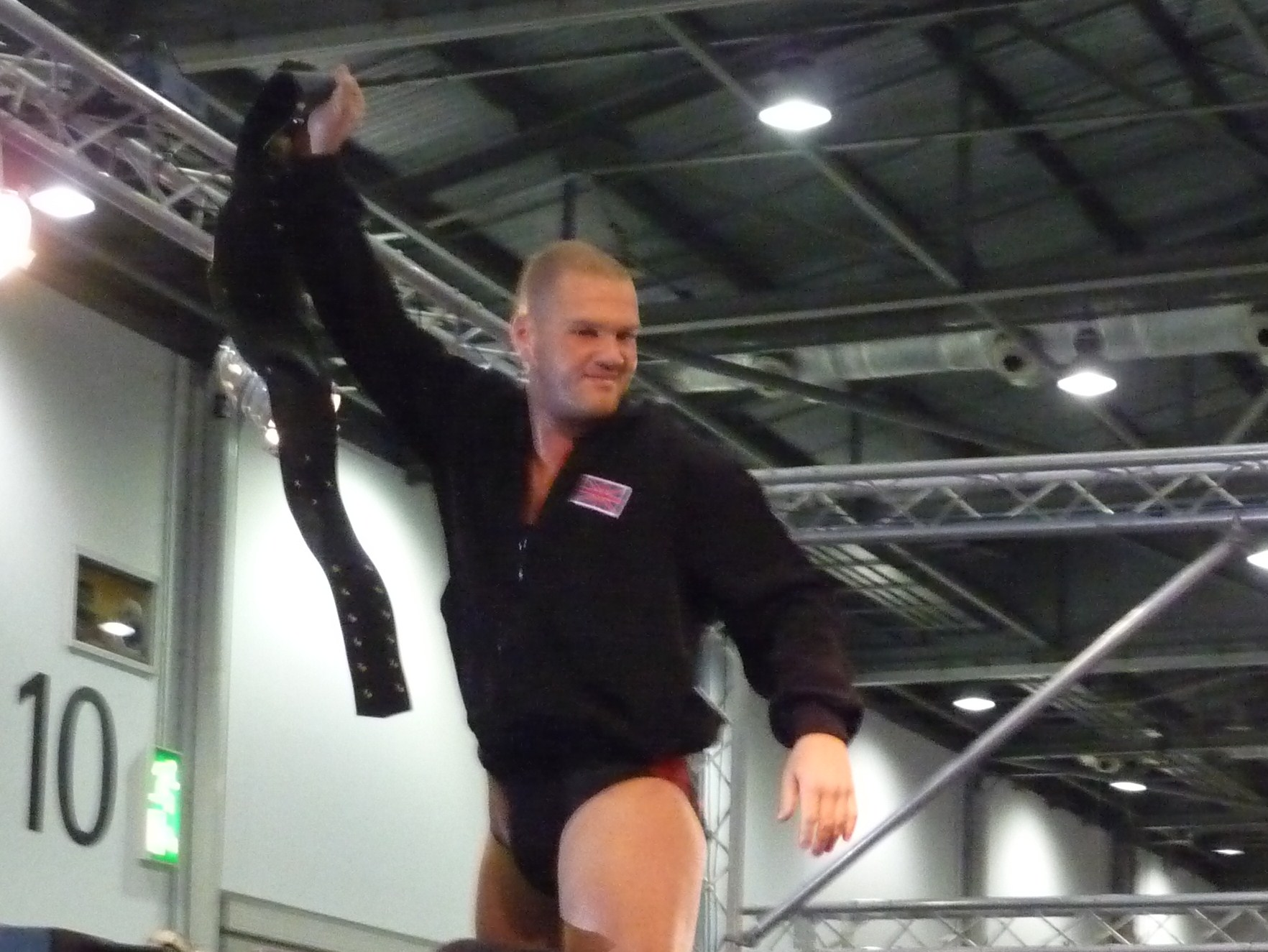
FWA世界ヘビー級王座

WXW
- WXWタッグ王座 : 1回

w / ジョディ・クリストファーソン
FUW
- NWA FUWフラッシュ王座 : 1回

IPWUK
- IPW:UK世界王座 : 1回

RPW
- RPWブリティッシュタッグ王座 : 1回

w / ジョエル・レッドマン
FWA
- FWA世界ヘビー級王座 : 1回
- FWA世界タッグ王座 : 1回

w / スティックス
1PW
- 1PW世界ヘビー級王座 : 1回

RQW
- RQWヘビー級王座 : 1回

wXw
- wXw世界タッグ王座 : 1回

w / ダグラス・ウィリアムス